# Giardini panteschi

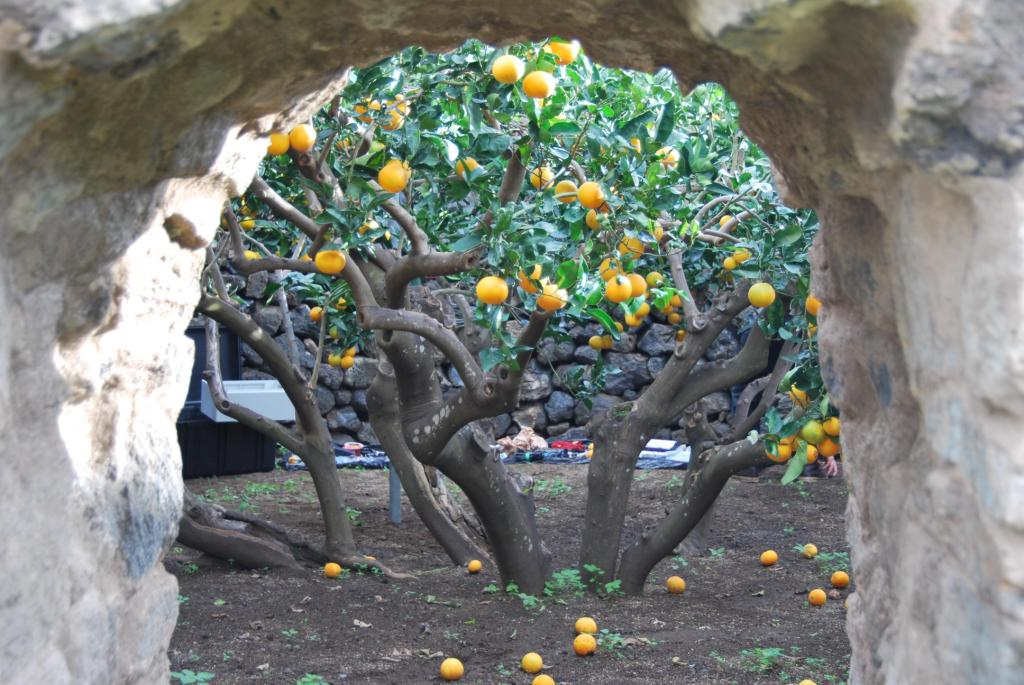
Ingresso di un giardino Pantesco

I giardini panteschi  (jardina in siciliano), erroneamente definiti anche giardini arabi, sono costruzioni tipiche dell'isola di Pantelleria, edificate per proteggere le piante (spesso una soltanto) dai forti venti che spirano sull'isola in ogni stagione.

## Struttura
Strutturalmente si tratta di recinti in pietra lavica murata a secco, quasi sempre a pianta circolare. La loro altezza può variare da uno ad oltre tre metri, in funzione della grandezza delle piante coltivate al loro interno (quasi sempre agrumi). La struttura, priva di copertura, ha un'unica stretta apertura per accedervi e piccole aperture secondarie alla base per consentire il passaggio di acqua piovana. La sommità del muro è, inoltre, inclinata verso l'interno per catturare il maggior quantitativo di acqua possibile. Se le mura non permettono al vento di danneggiare i frutti, consentono invece di trattenere l'umidità notturna, creando all'interno del giardino un microclima assai più fresco ed umido dell'ambiente esterno circostante.

## Il giardino Donnafugata
Il 12 settembre 2008 il Fondo Ambiente Italiano ha ricevuto in donazione un giardino pantesco dalla azienda vinicola siciliana Donnafugata. Di pianta circolare (diametro esterno di 11 metri) il giardino è collocato in un anfiteatro naturale costituito da terrazze coltivate a vigneto, con piante centenarie di Zibibbo, nella contrada Khamma.
Al suo interno è collocata una secolare pianta di arancio dolce “Portogallo”, antica varietà ricca di semi ma anche di succo zuccherino, che, sviluppandosi su più tronchi, occupa tutta l'area disponibile.